# Ruitergevecht bij zonsondergang
Ruitergevecht bij zonsondergang is een schilderij van Jan Asselijn in het Rijksmuseum in Amsterdam.

## Voorstelling

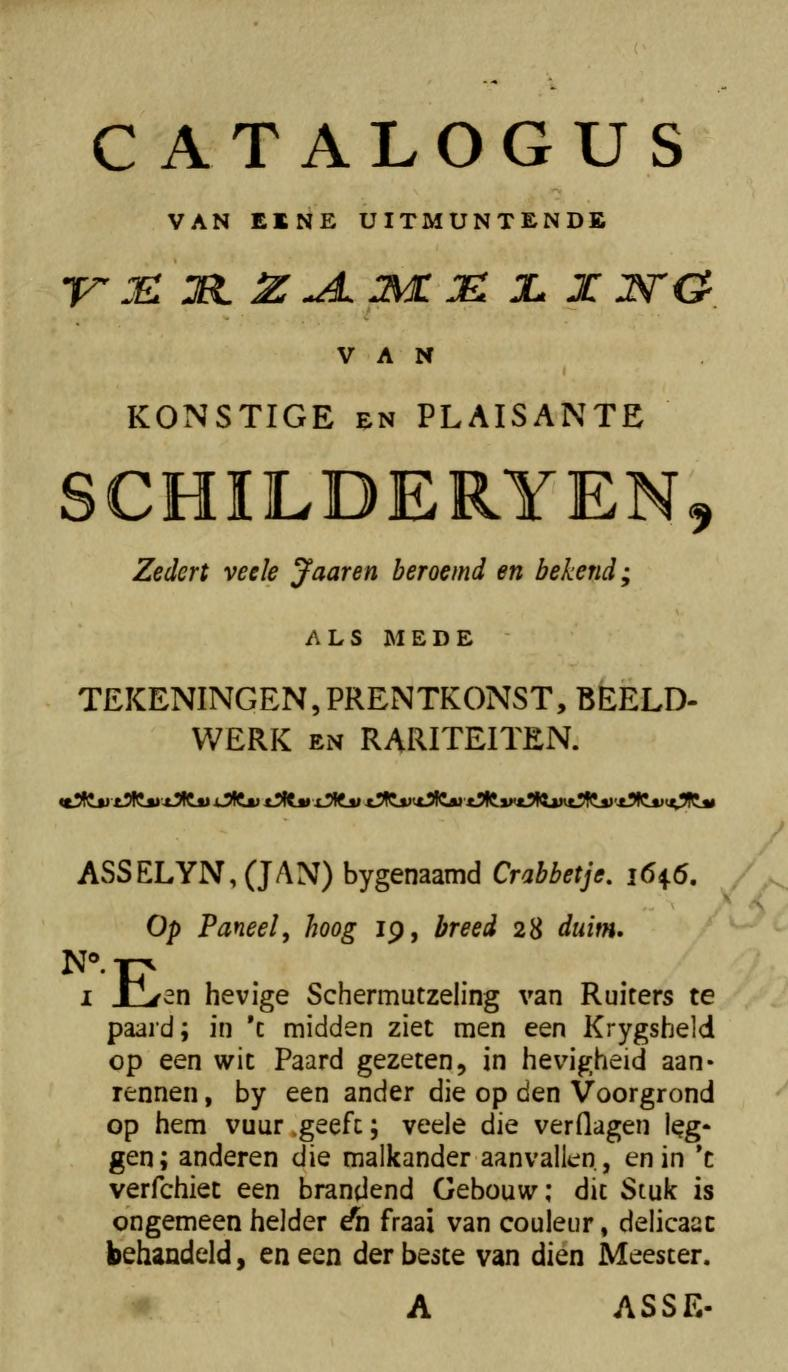
Pagina uit de veilingcatalogus Johan van der Linden van Slingeland, 22 augustus 1785 e.v.

Het stelt een veldslag voor bij ondergaande zon. In het midden lost een geknielde schutter een schot op een aanstormende ruiter op een schimmel. Op de achtergrond stijgen rookpluimen op vanuit een gebouw op de rotsen. Asselijn schilderde het werk toen hij in Frankrijk verbleef.

## Toeschrijving en datering
Het schilderij is linksonder gesigneerd en gedateerd ‘Jean Asselin / F 1646’.

## Herkomst
Het werk wordt op 22 augustus 1785 voor het eerst gesignaleerd tijdens de boedelveiling van Johan van der Linden van Slingeland (1701-1782) in Dordrecht. In 1810 komt het voor tijdens de veiling van de verzameling van Daniël de Jongh (1721-1796) in Rotterdam. Tegen het jaar 1850 was het in het bezit van Johannes Rombouts (1772-1850) in Dordrecht, die zijn kunstverzameling naliet aan zijn neef Leendert Dupper (1799-1870). Dupper breidde deze verzameling vervolgens uit en liet deze in 1870 per legaat na aan het Rijksmuseum.